# 増見淳子
増見淳子（ますみ じゅんこ）は日本の商法学者。専門は企業法務。ニューヨーク州弁護士。

## 来歴
1992年 東京大学に入学。東大法学部第1類（私法コース）在学中は家族法のゼミとテニスサークルに所属。東大法学部第1類卒業後、1997年 凸版印刷（株）入社。法務部配属。大昔に制定された法律よりビジネスの中で法律を扱う方が面白いと感じ、法務の職を選んだという。
2001年からジョージタウン大学ローセンターに留学。2002年 同センターを修了。2003年1月にニューヨーク州弁護士登録。
2018年4月 凸版印刷（株）法務部長。2019年4月1日 凸版印刷（株）執行役員兼法務・知的財産本部長兼法務部長。2022年4月1日 凸版印刷（株）執行役員兼法務部長。2023年1月1日 凸版印刷（株）国際法務フェロー（〜同年3月）。
2024年4月 東京大学大学院法学政治学研究科教授。

## 略歴
- 1997年3月 - 東京大学法学部第1類（私法コース）卒業[1]。
- 1997年4月 - 凸版印刷（株）入社。法務部配属。
- 2002年：ジョージタウン大学ローセンター修了。LL.M修得。
- 2002年：凸版印刷（株）米国法務駐在（〜2003年）。
- 2003年1月：ニューヨーク州弁護士登録[1]。
- 2003年：凸版印刷（株）法務部。
- 2007年4月：凸版印刷（株）法務部主任。
- 2014年4月：凸版印刷（株）国際法務部長。
- 2018年4月：凸版印刷（株）法務部長。
- 2019年4月1日：凸版印刷（株）執行役員 兼 法務・知的財産本部長 兼 法務部長。
- 2022年4月1日：凸版印刷（株）執行役員 兼 法務部長[3]。
- 2023年1月1日：凸版印刷（株）国際法務フェロー（〜2023年3月）[1]。
- 2024年4月：東京大学大学院法学政治学研究科教授。